# Balneario de Lourdes Centro Vacacional
Balneario de Lourdes Centro Vacacional är en ort i Mexiko.   Den ligger i kommunen Santa María del Río och delstaten San Luis Potosí, i den centrala delen av landet, 300 km nordväst om huvudstaden Mexico City. Balneario de Lourdes Centro Vacacional ligger 1 664 meter över havet och antalet invånare är 124.
Terrängen runt Balneario de Lourdes Centro Vacacional är huvudsakligen kuperad, men söderut är den platt. Balneario de Lourdes Centro Vacacional ligger nere i en dal. Runt Balneario de Lourdes Centro Vacacional är det glesbefolkat, med 19 invånare per kvadratkilometer. Närmaste större samhälle är Santa María del Río, 11,3 km väster om Balneario de Lourdes Centro Vacacional. Omgivningarna runt Balneario de Lourdes Centro Vacacional är i huvudsak ett öppet busklandskap.